# 丘橓
邱橓（1516年—1585年），字茂實，号月林，山東諸城，明朝政治人物，進士出身。

## 生平
丘橓自幼家貧，篤行好學。嘉靖二十二年（1543年）舉鄉試第二，嘉靖二十九年（1550年）殿試中進士，為行人司行人。嘉靖三十三年，升刑科給事中。
嘉靖三十四年七月，倭寇六七十人在道路上流竄搶劫，從太平府朝南京進犯。南京兵部尚書張時徹等人關閉城門不敢出戰，兩天後離開。給事中、監察御史紛紛彈劾張時徹等守城官員罪過，張時徹上疏解釋，詞語多閃爍言辭。丘橓上疏彈劾其欺騙，張時徹和侍郎陳洙被罷免。當時嘉靖帝長期不視朝，而嚴嵩掌控國事。丘橓彈劾大臣獨斷，朝綱廢弛，招致嚴嵩忌恨。不久，他彈劾嚴嵩黨羽、寧夏巡撫謝淮、應天府尹孟淮貪婪，謝淮被罷免。同年，嚴嵩亦被罷免，丘橓彈劾從嚴嵩處晉升的順天巡撫徐紳等五人，嘉靖帝罷免了其中三人。
嘉靖四十年，擔任戶科右給事中。嘉靖四十一年，任禮科右給事中、刑科左給事中、兵科都給事中。彈劾南京兵部尚書李遂、鎮守兩廣平江伯陳王謨、錦衣衛指揮使魏大經等人貪污求晉升，后下吏部考察，陳王謨被革職。不久，又劾罷浙江總兵官盧鏜。當時蒙古進犯通州，總督楊選等人被逮捕。在蒙古撤退后，丘橓率領同僚陳述善後事宜，并指出邊疆防衛弊端。嘉靖帝認為丘橓不早彈劾楊選，罰六十杖刑，斥為民，其餘官員被貶邊疆或雜職。丘橓歸鄉時，只有一篋衣服，一束圖書而已。
隆慶初年，起為禮科給事中，他沒有赴任。隨後，擢南京太常少卿，進大理少卿。因病罷免。
萬曆帝即位后，官員交相推薦。張居正認為丘橓的行為是「怪行」，「非經德也」，竟不予召用。。
張居正死後，萬曆十一年（1583年）秋，起丘橓為右通政。還未上任就被擢為左副都御史，坐一柴車赴任。在入朝后，陳述吏治積弊八件事情。
他隨後上疏，稱當時給事中魏時亮、周世選，御史張檟、李復聘因忤逆高拱被貶，文選郎胡汝桂以忤尚書被傾，應當甄別錄用。御史于應昌誣陷劉臺與王宗載同罪，王宗載被戍變而應昌沒有罷官。勞堪巡撫福建，殺侍郎洪朝選。御史張一鯤監應天鄉試，王篆子王之鼎藉機中式。錢岱監湖廣鄉試，先期請張居正少子就試，恰逢張居正去世，遂私自選擇王篆子王之衡中式。曹一夔身居監察院，盛稱馮保為顧命大臣。朱璉則結馮保為父，游七為兄。此數人，應當重新定位，才能整治朝廷綱。不久，他升任刑部右侍郎；萬曆帝起用魏時亮、周世選、張檟、李復聘、胡汝桂，削于應昌、勞堪、張一鯤、曹一夔、朱璉籍，貶錢岱三級。不久，跟隨中官張誠前往張居正家抄家。五月初五至江陵時，張家已餓死十餘口人。官員至張家锱铢必究，取出黄金万餘两，白银十餘万两，所得财产尚不及预计的二十分之一。丘橓不滿意，還要张家招出寄存宅外的二百万银两，拷問當中，张居正之子张敬修不勝苦刑，“自誣服寄三十萬金於（曾）省吾、（王）篆及傅作舟等”，後自缢身亡。张敬修死前留下一封血书，指责邱橓等人“含沙以架奇祸，载鬼以起大狱，此古今宇宙稀有之事。”還直呼“邱侍郎”是“活阎王”，“奉天命而来，如得其情，则哀矜勿喜可也，何忍陷人如此酷烈！三尺童子亦皆知而怜之，今不得已，以死明心。”于慎行曾給辦案的邱橓寫信：“當其柄政，舉朝爭頌其功而不敢言其過，今日既敗，舉朝爭索其罪而不敢言其功，皆非情實也。……又江陵太夫人在堂，八十老母，累然诸子皆书生，不涉世事，籍没之后，必至落魄流离，可为酸楚。”劝他不要公报私仇。
丘橓返京后，擔任刑部左侍郎，增俸一秩。之後改為南京吏部尚書，萬曆十三年十二月，卒於任內。贈太子太保，諡簡肅。他的清廉、氣節為當時輿論所稱讚。

## 家族
曾祖丘能。祖丘玘。父丘讓。母张氏。具庆下。從兄先、贤、瑶。弟丘桴。

## 延伸阅读
[在维基数据编辑]
 《明史卷二百二十六》，出自《明史》